# Draculea, Ismail
Draculea (în ucraineană Трудове, transliterat: Trudove) este un sat în comuna Chilia Nouă din raionul Ismail, regiunea Odesa, Ucraina.

## Demografie
Componența lingvistică a localității Draculea
     Ucraineană (84,06%)
     Română (8,81%)
     Rusă (5,65%)
     Alte limbi (0,94%)
Conform recensământului din 2001, majoritatea populației localității Draculea era vorbitoare de ucraineană (84,06%), existând în minoritate și vorbitori de română (8,81%) și rusă (5,65%).